# Uno Gera
Uno Gera (Ripatransone, 4 giugno 1890 – Ripatransone, 30 gennaio 1982) è stato uno scultore italiano. Allievo di Arturo Dazzi, fu anche magistrato, politico e filantropo.

## Biografia
Nato dai nobili Fidenzio Gera di Vazzola (figlio del coneglianese Francesco, precursore della prima scuola enologica d'Italia) e Selvaggia Tassoni di Ripatransone, città dove Fidenzio si era trasferito per dirigervi una società enologica, Uno Gera compì gli studi giuridici a Roma ed entrò alla Corte dei conti presso la quale fu presidente di sezione.
Da universitario aveva frequentato lo studio di Arturo Dazzi, appassionandosi all'arte e acquistandone la maestria, tanto che negli anni 1920 partecipò a sei concorsi nazionali di progettazione di monumenti ai caduti vincendone cinque (Acquapendente, Montefiascone, Montemarciano, Sant'Oreste, Subiaco). Nel 1921 prese parte alla prima Biennale romana e, negli anni seguenti (1922-1923), alla XC e XCI edizione dell'esposizione promossa dalla società degli Amatori e Cultori di Belle Arti della capitale. A Roma realizzò proprie opere per il Palazzo di Giustizia, il cimitero del Verano e la Corte dei conti, dove negli anni 1940 ebbe commissionati i ritratti di Gasperini, Ingrosso, Carbone.
Dal 1960 al 1965 fu sindaco di Ripatransone e vi guidò una giunta a maggioranza democristiana, promovendo un ampio risanamento del bilancio comunale e la realizzazione di essenziali opere pubbliche; altre opere, scaduto da tempo il mandato, sarebbero state realizzate a sue spese negli anni 1973-1974, nonostante il trasferimento con la moglie a Roma, e da lui supervisionate di persona durante i soggiorni estivi nel comune piceno. Alla città natale avrebbe poi fatto dono delle sue collezioni, già custodite privatamente a Roma, per la pinacoteca civica inaugurata il giorno del suo novantesimo compleanno nel secentesco palazzo Bonomi. Questo a sua volta fu da lui acquistato negli anni 1960, ristrutturato e donato anch'esso al comune.
Negli ultimi anni di vita, cessata l'attività artistica, risiedette presso l'Oasi fraterna intitolata alla compianta moglie Paola (Franchetti) Gera, casa di riposo da lui stesso creata, secondo il desiderio di lei, presso il monastero di Santa Caterina a Ripatransone.

## Opere

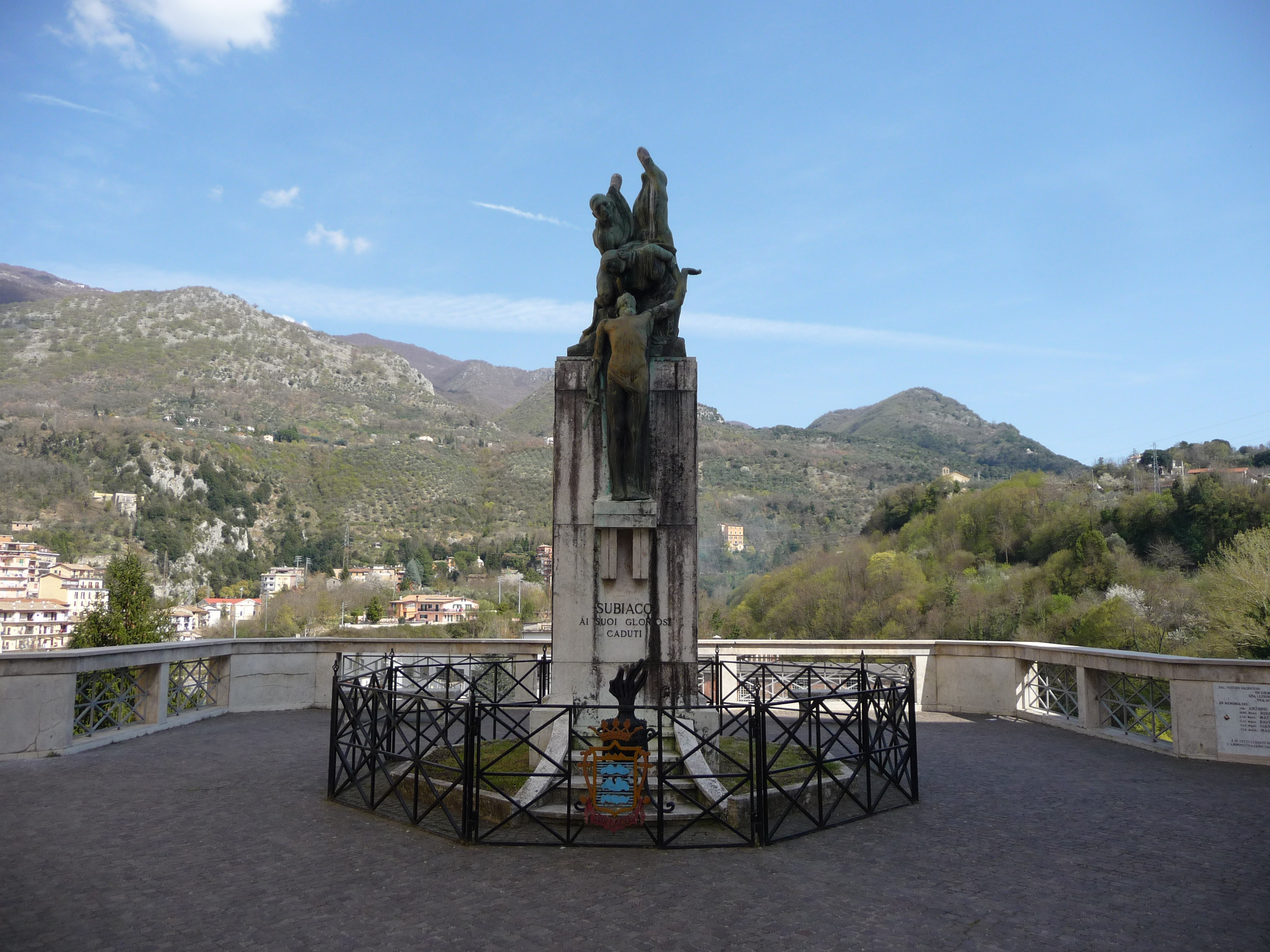
Il monumento ai caduti di Subiaco

Autore di stile classicheggiante nelle opere realizzate per le istituzioni, Gera rivela i suoi tratti più originali nei soggetti mitologici e infantili, con le maggiori peculiarità negli studi di nudo. La produzione consta di un ampio catalogo, in particolare di gessi e bronzi, talvolta marmi, con soggetti di genere, religiosi, ritratti, nudi; include i cinque monumenti ai caduti commissionati a inizio carriera e quello per Baselice.
Circa cento opere sono custodite nella gipsoteca del palazzo Bonomi-Gera di Ripatransone, alcune presso privati, altre in luoghi pubblici. Si ricordano tra le altre:
- Pinacoteca civica di Ripatransone
  - Busto di Benito Mussolini in bronzo (dall'Aula magna della Corte dei conti a Roma)
- Chiesa di San Filippo Neri a Ripatransone
  - Battistero (1939)
  - Via Crucis (1955)
  - Natività e crocifissione (altorilievi, 1966)
- Palazzo di Giustizia a Roma
  - Crocifissione
- Basilica di Sant'Agnese fuori le mura a Roma
  - Crocifissione[23] (1938[24])
- Corte dei conti a Roma
  - Busti in marmo
- Cimitero del Verano
  - Bassorilievo sulla tomba Boccia.[25]

Opere di Gera sono presenti soprattutto a Roma, nel Lazio, nelle Marche. In Piemonte e in Emilia-Romagna si trovano sculture funerarie, rispettivamente per padre Riccardo Lombardi a Dronero e per la famiglia Montalti a Rimini.

## Mostre
- 1921 – Marchigiana d'arte moderna, Ancona
- 1921 – I Biennale romana, Roma
- 1922 – XC Esposizione di Belle Arti, Roma
- 1923 – XCI Esposizione di Belle Arti, Roma
- 1932 – Sindacale marchigiana, Ancona
- 1937 – VII Sindacale laziale, Roma[2]